# Bunon
Bunon is een bestuurslaag in het regentschap Simeulue van de provincie Atjeh, Indonesië. Bunon telt 287 inwoners (volkstelling 2010).